# Rose Stone
Rose Stone, nome d'arte di Rosemary Stewart (Vallejo, 21 marzo 1945), è una cantante e tastierista statunitense afroamericana.
È più nota come componente del gruppo Sly & the Family Stone, una band popolare psichedelico soul/funk fondata dai suoi fratelli, Sly Stone e Freddie Stone.  Spesso indossava una parrucca color platino durante l'esecuzione con la band, ed è stata notata per la sua forte voce.
Dopo lo scioglimento della band avvenuta nel 1975, "Sister Rose" (come era anche conosciuta) Stone sposa l'ex manager/co-produttore, Banche Bubba. Successivamente registra un album da solista con la Motown Records, accreditata come 'Rose Banche'.  Tra il 1980 e il 1990, Rose lavora come corista, apparendo nelle registrazioni di Michael Jackson, Ringo Starr, Reef e Bobbysocks!. La Stone fa oggi parte del coro nella chiesa di suo fratello Freddie. Ritornò alle sue radici gospel nel 1983, quando cantò nell'album di Sandra Crouch vincitore del Grammy Award We Sing Praises, facendo un assolo nell'inno antico "Power in the Blood".
È stata associata con la famiglia Crouch e il dipartimento di musica del Christ Memorial COGIC in California per molti anni.
Appare anche sull'album Escapology di Robbie Williams.
È apparsa nel film Ladykillers nella parte della corista solista della chiesa; inoltre canta la canzone nei titoli di coda.
Sua figlia, Lisa Stone, ora canta con Vet Stone e Cynthia Robinson nella Sly & the Family Stone tribute band.
Nel 2006 la Stone si è riunita alla Family Stone originale.
Nel 2011 Rose e sua figlia Lisa sono andati in tour con Elton John in qualità di membri del suo gruppo come supporto vocale.

## Album
- Rose (1976)
- Already Motivated (2008)